# Орден Білого Орла
О́рден Бі́лого Орла́ (пол. Order Orła Białego) — найвища нагорода Речі Посполитої, а пізніше Польщі. Одна із найстаріших польських нагород.

## Історія
Заснований 1 листопада 1705 року королем Речі Посполитої Августом Сильним. У той час Август був також курфюрстом Саксонії, але орден не увійшов до системи саксонських нагород. Один із перших кавалерів ордена — гетьман Іван Мазепа.
Після приєднання Польщі до Російської імперії як Царства Польського орден залишився у її нагородній системі. Після позбавлення Польщі автономії 1831 року орден був включений до нагородної системи Російської імперії. Скасований більшовиками після жовтневого перевороту.
У 1921 році, після створення Польської республіки, орден відновлено як вищу державну нагороду. Після утворення маріонеткового комуністичного режиму ПНР нагородження орденом припинене.

## Сучасність
У 1992 році орден було відновлено. Першими відновленим орденом були нагороджені король Швеції Карл XVI Густаф і Папа Римський Іван-Павло II.
Орденом нагороджувалися також королева Великої Британії Єлизавета II (1996), письменник Станіслав Лем (1996), канцлер Німеччини Гельмут Коль (1998), один з керівників повстання у Варшавському гетто Марек Едельман (1998), президент Литовської Республіки Валдас Адамкус (1999), президент Республіки Казахстан Назарбаєв Нурсултан (2004), президент України Віктор Ющенко (2005), польська письменниця і сценарист Зофія Посмиш (2020), президент України  Володимир Зеленський (2023).